# Melvin Hochster
Melvin Hochster (Brooklyn, 2 de agosto de 1943) é um matemático estadunidense, distinguido na área da álgebra comutativa. É professor de matemática na Universidade de Michigan em Ann Arbor.

## Obras
- Rings of invariants of tori, Cohen-Macaulay rings generated by monomials, and polytopes, Annals of Math. 96 (1972), 318-337
- Cohen-Macaulay modules, in Conference on Commutative Algebra (Lawrence, Kansas, 1972), Lecture Notes in Mathematics. 311, Springer-Verlag, Berlin, 1973, p. 120–152.
- Cohen-Macaulay rings, combinatorics, and simplicial complexes, in Proceedings of the Second Oklahoma Ring Theory Conference (March 1976), Marcel-Dekker, New York, 1977, p. 171–223.
- Topics in the homological theory of modules over commutative rings, CBMS Regional Conference, Lincoln (Nebraska) 1974, American Mathematical Society 1975
- Big and small Cohen-Macaulay modules, in Proceedings of the Special Session on Module Theory (Seattle, Aug. 1977), Lecture Notes in Mathematics 700, Springer 1979, 119-142
- com Craig Huneke: Tightly closed ideals, Bulletin AMS, 18, 1988, 45-48
- com Craig Huneke: Tight closure, in Commutative Algebra, Math. Sci. Research Inst. Publ. 15, Springer-Verlag, New York-Berlin-Heidelberg, 1989, 305-324.
- com Craig Huneke: Tight closure, invariant theory, and the Briançon–Skoda theorem, Journal of the American Mathematical Society 3 (1), 1990, p. 31–116,
- com Craig Huneke: Infinite integral extensions and big Cohen-Macaulay algebras, Annals of Math. 135 (1992), 53-89.
- com Craig Huneke: Phantom Homology, Memoirs American Mathematical Society 103, 1993, 1-91
- Homological conjectures, old and new, Illinois J. Math. 51 (2007) 151-169.